# Padise
Padise (autrefois en allemand : Padis) est un village situé dans la région d'Harju, au nord-ouest de l'Estonie.

## Présentation
C'est le chef-lieu administratif de la commune de Padise. Le village est surtout connu pour les ruines de son ancienne abbaye qui appartenait à l'Ordre de Cîteaux.
Padise est situé à 48 kilomètres au sud-ouest de Tallinn en bordure de la Route nationale 17.
Il est situé à 34 mètres d'altitude..

## Galerie

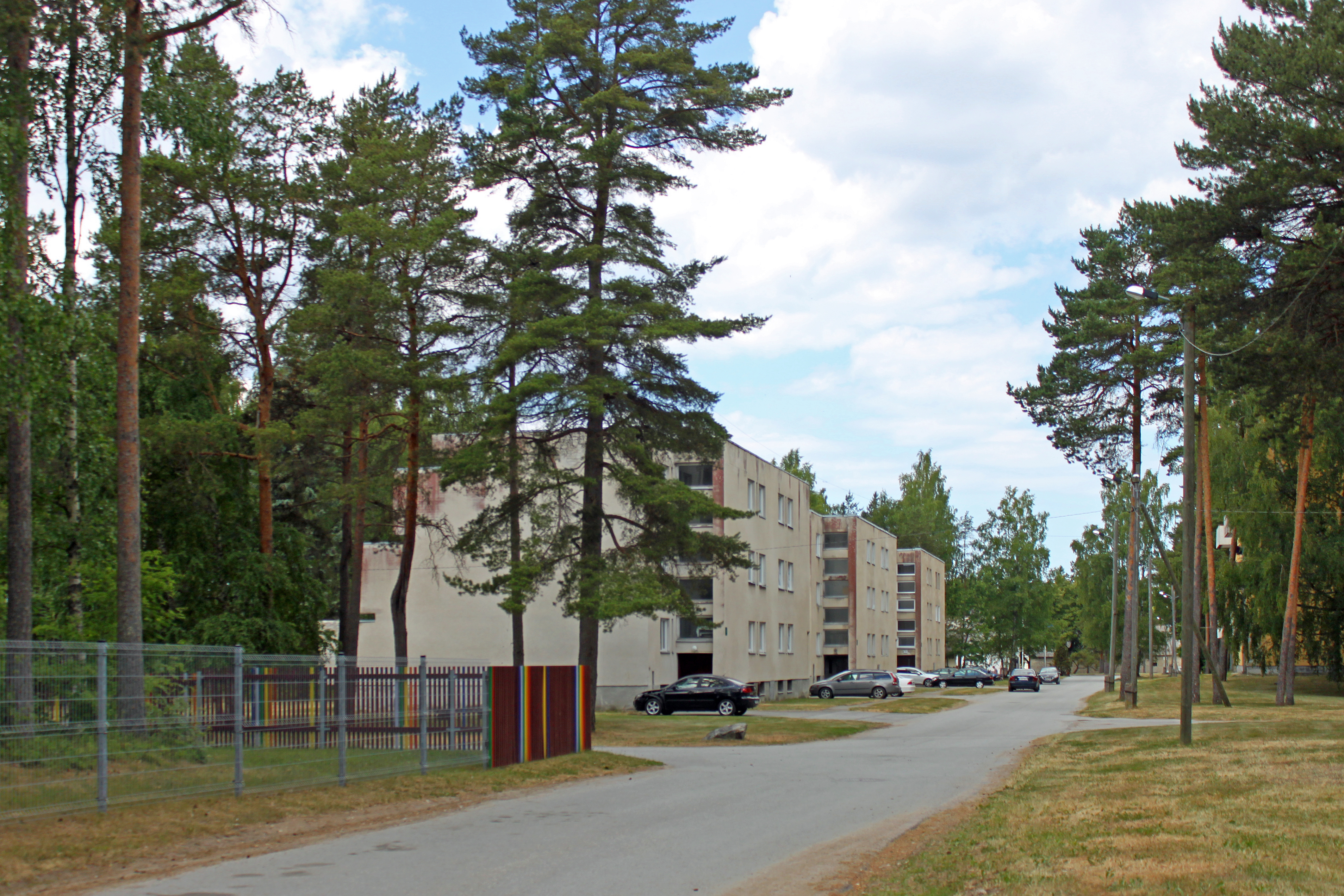
Immeubles du village.
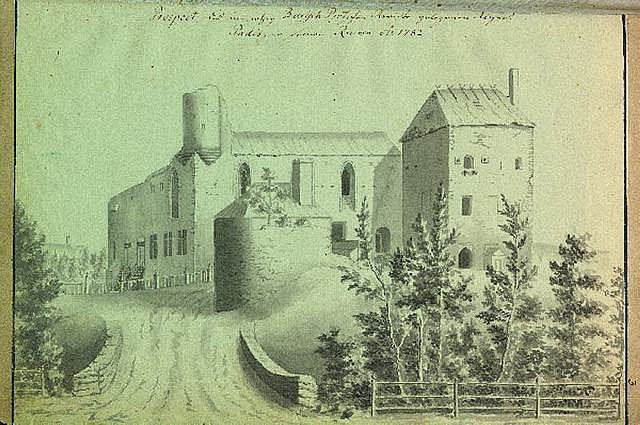
L'abbaye de Padise en 1782
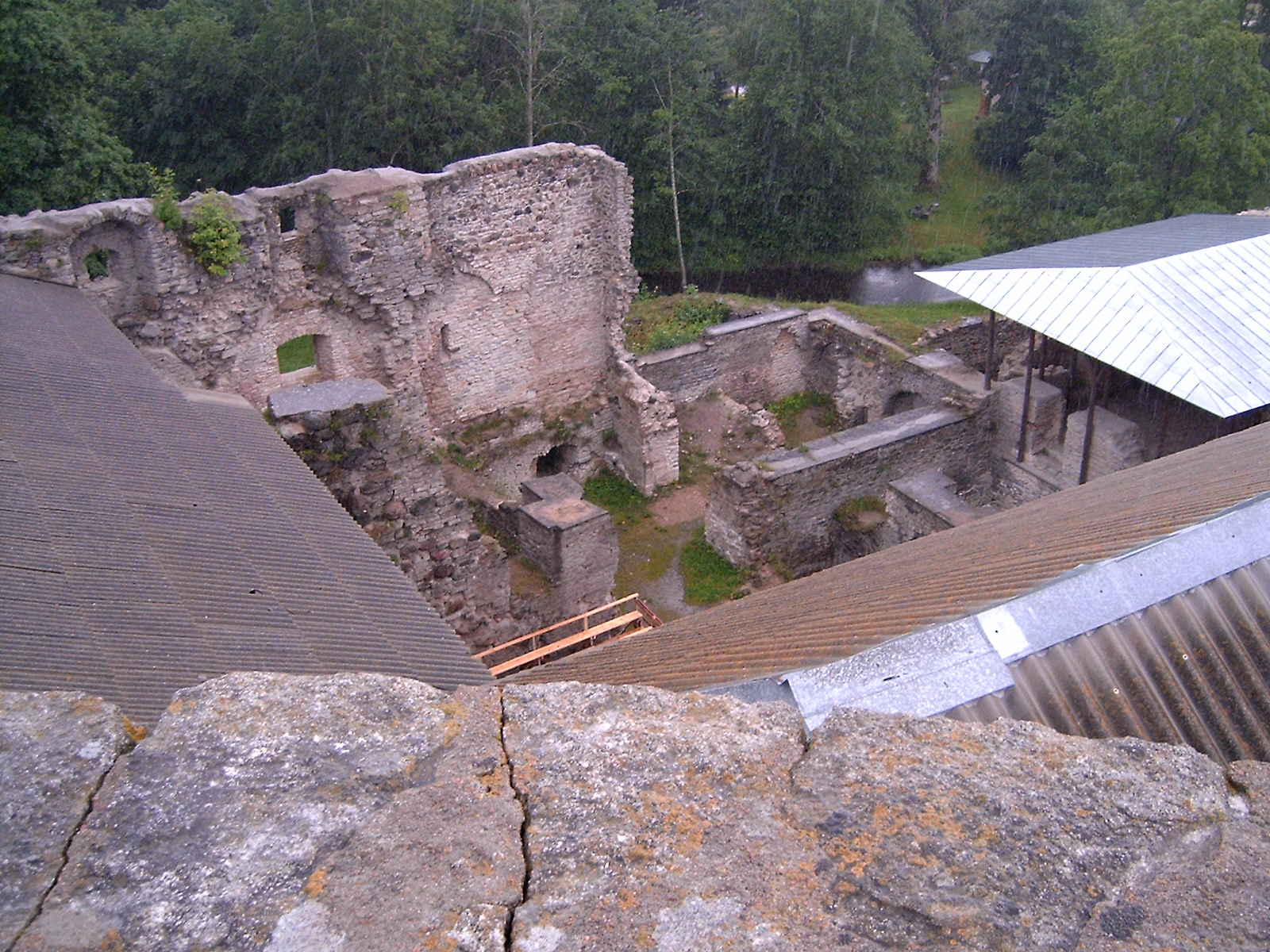
Abbaye de Padise
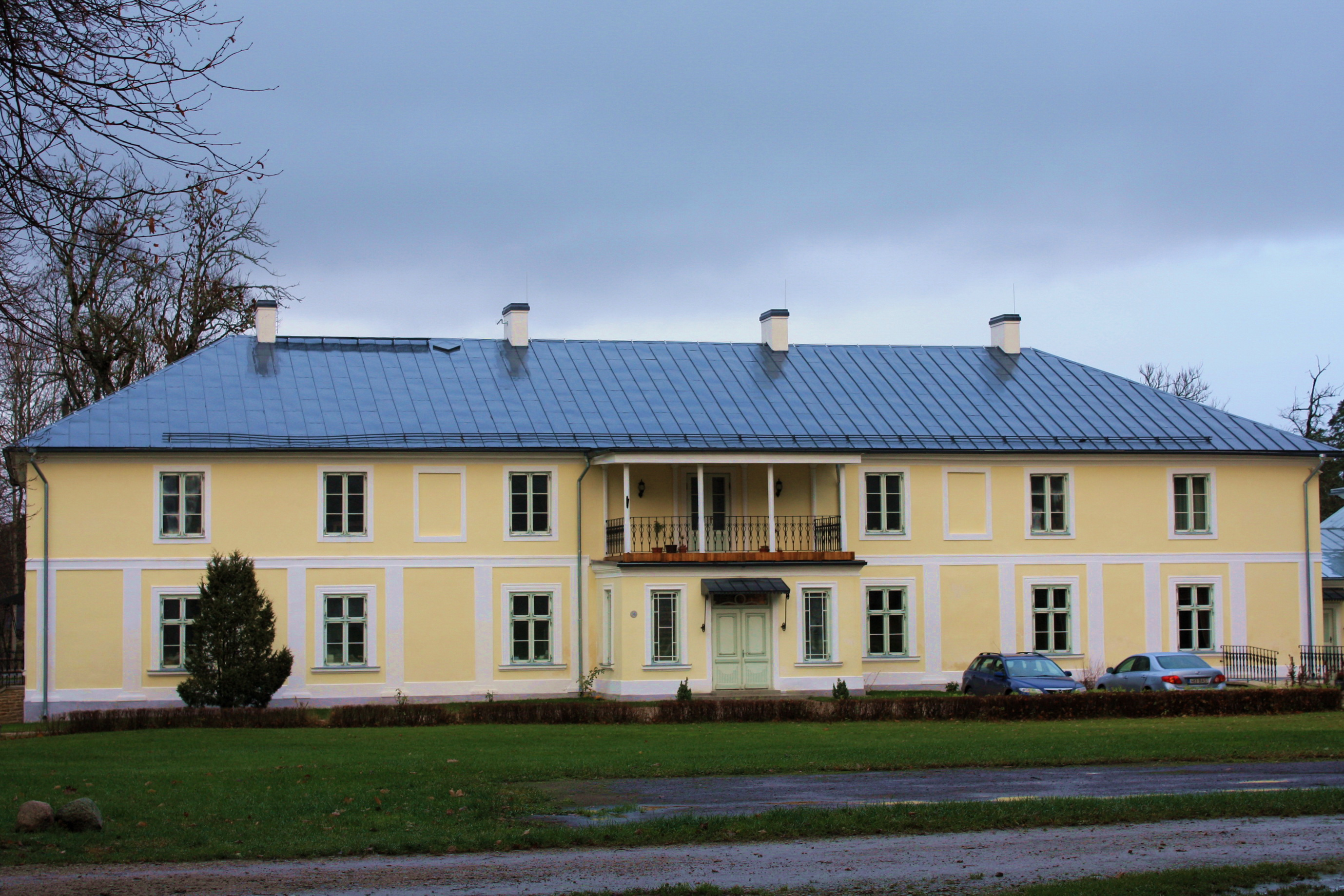
Manoir de Padise